# ماریان سلدس
ماریان سلدس (انگلیسی: Marian Seldes؛ ۲۳ اوت ۱۹۲۸ – ۶ اکتبر ۲۰۱۴) یک هنرپیشه اهل ایالات متحده آمریکا بود.

## گزیدهٔ فیلم‌شناسی

### سینما
- مرد اضافی (۲۰۱۰)
- کلاه چرمی‌ها (۲۰۰۸)
- آگوست راش (۲۰۰۷)
- بازدیدکننده (۲۰۰۷)
- لبخند مونا لیزا (۲۰۰۳)
- پایان هالیوودی (۲۰۰۲)
- شهر و کشور (۲۰۰۱)
- دوئت (۲۰۰۰)
- فراموش نشدنی (۱۹۹۹)
- تنها در خانه ۳ (۱۹۹۷)
- رنج (۱۹۹۷)
- حفاری به چین (۱۹۹۷)
- انگشت‌ها (۱۹۷۸)

### تلویزیون
- نظم و قانون: واحد قربانیان ویژه (۲۰۰۷)
- فریژر (۲۰۰۴)
- سکس و شهر (۱۹۹۸)